# Onoe Saishū

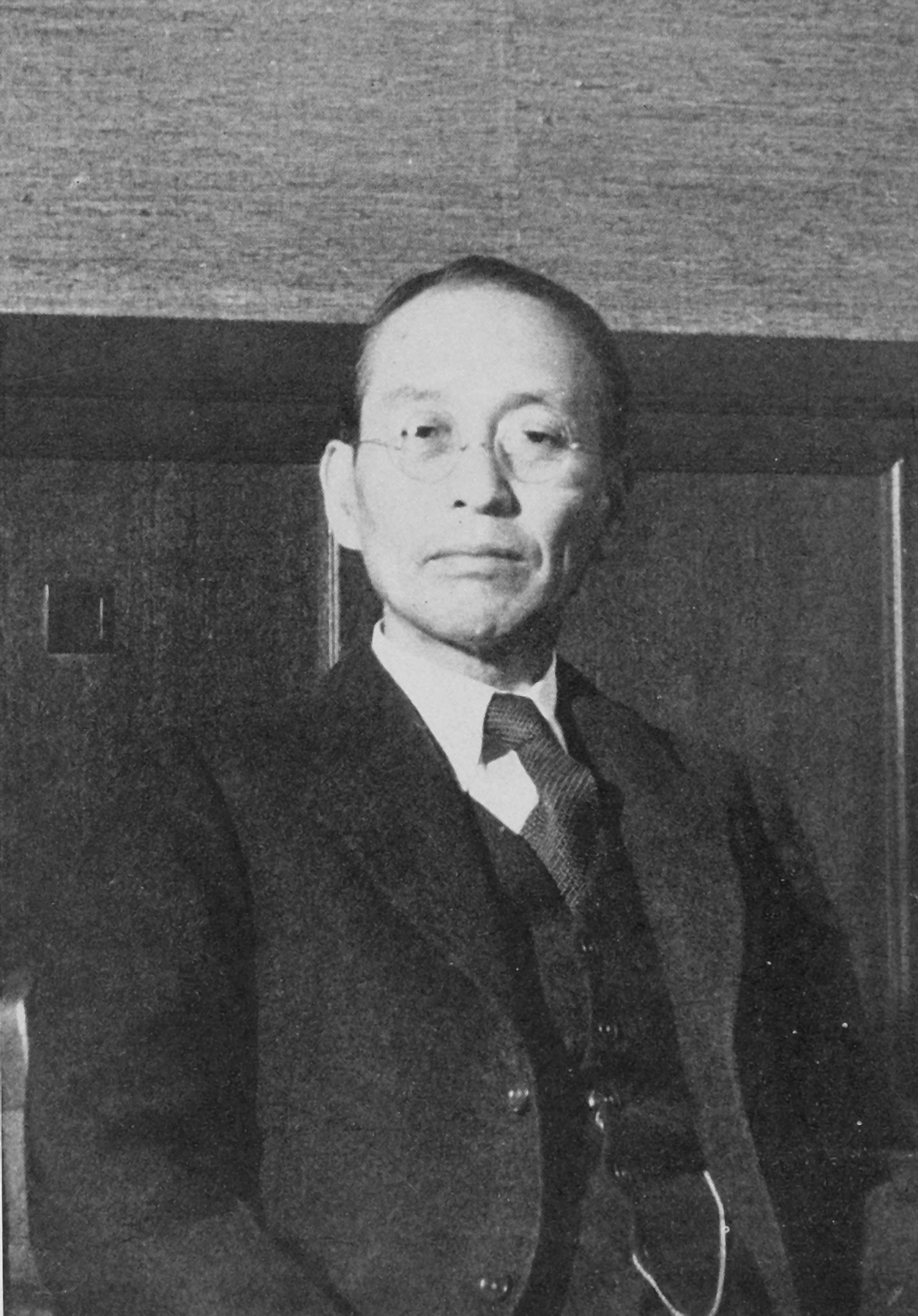
Onoe Saishū, 1936

Onoe Saishū (japanisch 尾上 柴舟, wirklicher Name: Onoe Hachirō (尾上 八郎); * 20. August 1876 in Tsuyama, Präfektur Okayama; † 13. Januar 1957) war ein japanischer Tankadichter, Kalligraph und Literaturwissenschaftler.

## Leben
Der in der Präfektur Okayama als dritter Sohne eines Samurais des Tsuyama-hans geborene Onoe wurde von dem Samurai Onoe adoptiert und zog mit ihm anlässlich einer Versetzung nach Tatsuno in die Präfektur Hyōgo um. er studierte an der Kaiserlichen Universität Tokyo und ist in der Folge Dozent an verschiedenen Hochschulen. Darunter auch das erste Philosophische Institut Japans (heute: Tōyō-Universität). Von 1908 an unterrichtete er an der Gakushūin-Frauenuniversität.
Während der Oberschulzeit war er ein Schüler von Ochiai Naobumi. 1901 veröffentlichte er Übersetzungen von Heine-Gedichten und zusammen mit Kaneko Kun’en eine Gedichtanthologie. Im Kontrast zur japanischen Romantik (浪漫主義) der Lyrikzeitschrift Myōjō verschrieb er sich der Landschaftslyrik. Er schrieb Kolumnen über Lyrik für die Zeitschrift Shinsei und gründete 1905 die Dichtergruppe Shazensō Sha, der u. a. Wakayama Bokusui und Maeda Yūgure angehörten. 1937 wurde er als Kalligraph Mitglied der Japanischen Akademie der Künste. Onoe veröffentlichte zwei Gedichtbände: Nikki no hashi yori (1913) und Shiroki michi (白き路, 1914).

## Quelle
- Louis Frédéric: Japan Encyclopedia. Harvard University Press, 2002, ISBN 0-674-00770-0, S. 755 (englisch, eingeschränkte Vorschau in der Google-Buchsuche – französisch: Japon, dictionnaire et civilisation. Übersetzt von Käthe Roth).
- S. Noma (Hrsg.): Onoe Saishū. In: Japan. An Illustrated Encyclopedia. Kodansha, 1993. ISBN 4-06-205938-X, S. 1153.
- Tazawa Yutaka: Onoe Hachirō In: Biographical Dictionary of Japanese Art. Kodansha International, 1981. ISBN 0-87011-488-3.